# Соно, Джомо
Эфрейм Матсилела Соно (англ. Ephraim Matsilela Sono; 17 июля 1955, Йоханнесбург) — южноафриканский футболист и тренер. Занял 49-е место в списке 100 великих южноафриканцев, составленном в 2004 году.

## Карьера

### Клубная
Sono родился в поселке восточный Орландо в Соуэто, недалеко от Йоханнесбурга. Когда ему было восемь лет, его отец Эрик Соно, который был полузащитником команды «Орландо Пайретс» в начале 1960-х годов, умер в результате автомобильной аварии. Вскоре после его мать оставила его. Соно был оставлен на попечение своим немощным бабушкам и дедушкам. Так как они были очень бедны, то ему пришлось прибегнуть к продаже яблок и орехов на футбольных играх и на вокзалах, чтобы подзаработать, купить еду для своих бабушек и дедушек и платить за своё обучение.
Начало футбольной карьеры Соно имело необычный характер: он выходил на поле, когда какой-нибудь один из постоянных игроков «Орландо Пайретс» отсутствовал. Вскоре он получил известность благодаря дриблингу и навыку точных пассов. В то время он и получил прозвище Джомо (что означает "пылающее копье") от фанатов «Орландо», которые видели в нём такие же лидерские качества, как и у Джомо Кениата, который в то время занимал должность президента Кении.
После того, как он достиг всего, что намеревался сделать в «Пайретс», Соно отправился в США. В 1977 году играл за «Нью-Йорк Космос», где одним из его товарищей по команде был легендарный игрок Пеле. В следующем году он перешёл в «Колорадо Карибус». В конце сезона он стал игроком клуба «Атланта Чифс», где Соно выступал с другой южноафриканской звездой того времени, Кайзер Мотаунг. Соно завершил свое выступление в Северной Америке, выступая за «Торонто Близзард» с 1980 по 1982 года.

### Тренерская
После завершения карьеры футболиста в США, Соно вернулся в Южную Африку и приобрёл клуб «Хайлендс Парк» в  1982 году и позже переименовал его в «Джомо Космос».
За время его владения клуб выигрывал различные турниры: Национальную футбольную лигу в 1987 году, Кубок Кока-Колы в 2002 году, Супер Восьмёрку в 2003 году, а также продолжительное время заканчивал в числе топ-команды в Высшей Футбольной Лиге.
Соно брал на себя ведущую роль в нахождении и разработке новых футбольных талантов, преимущественно из сельской местности. Некоторые из игроков, которых он набрал, выступали за сборную ЮАР и играли за европейские клубы, такие как Фил Масинга, Хелман Мкалеле, Сизве Мотаунг и Марк Фиш. Его новобранцы сформировали ядро южноафриканской команды, которая выиграла Кубок африканских наций 1996, а Соно был тогда техническим консультантом главного тренера, Клайва Баркера, во время турнира.
В 1998 году был назначен исполняющим обязанности тренера сборной ЮАР незадолго до Кубка африканских наций 1998 в Буркина-Фасо. Под руководством Соно команда дошла до финала, где проиграла сборной Египта со счётом 0:2.
После неутешительных показателей сборной на Кубке африканских наций 2002 в Мали Соно вновь был назначен техническим директором в сборной. Позднее главный тренер Карлуш Кейрош подал в отставку и Джомо вновь был назначен в качестве исполняющего обязанности тренера перед чемпионатом мира 2002 в Южной Корее и Японии.
Во время «мундиаля» сборная ЮАР не смогла пройти групповую стадию, но сумела забить 5 голов, добиться победы над Словенией, ничьи с Парагваем и минимально уступить одному из фаворитов чемпионата — Испании. Капитан сборной, Лукас Радебе, говорил, что Соно привил хороший дух внутри команды и обеспечил весьма позитивную атмосферу во время чемпионата мира.
Соно является самым продолжительным тренером в Южно-Африканской Премьер-лиги, а также входит в состав правления Футбольной Премьер-лиги ЮАР. Он также создал себе репутацию как успешный бизнесмен, владеет рядом предприятий и является председателем многих компаний. 22 октября 2009 года было объявлено, что он вернулся в Футбольную ассоциацию Южной Африки. На следующий день он занял пост технического директора.

## Личная жизнь
Женат и имеет 4 детей.